# بزرگراه دکتر حسابی
بزرگراه دکتر حسابی یکی از بزرگراه‌های شیراز است که شهر را به مسیر خروجی شمال غرب شهر (جاده ۶۷) متصل می‌کند. این بزرگراه از میدان صنایع شروع شده و پس از طی کردن پل شهدای‌جهاد و گذشتن از شهرک‌های آرین، انجیره، بهشتی، گلدشت حافظ، بزین، استقلال و گلستان به زیرگذر شهرک گلستان و پس از آن به بزرگراه علوی ( شهرک دوکوهک- شهرک گویم) متصل می‌شود؛ همچنین خط ۳ متروی شیراز از این بزرگراه عبور می کند که از پل معالی اباد شروع می شود و با گذشتن از ایستگاه راه آهن شیراز به شهر جدید صدرا ختم می شود.

## امکانات و اماکن مهم
• صنایع الکترونیک ایران
• بوستان فاطمی
•  بوستان حاشیه ای بزرگراه دکتر حسابی
• مجتمع خلیج فارس
• پردیس سینمایی هنر شهر آفتاب
• ایستگاه راه اهن شیراز